# 절대소년
절대소년(絶対少年, Absolute Boy, Zettai Shōnen)은 아지아도와 반다이 비주얼이 제작한 26부작 일본의 애니메이션 TV 시리즈로, NHK에서 처음 방영되었으며 모치즈키 토모미가 감독을 맡고 이토 카즈노리가 각본을 맡았다. 캐릭터 디자인은 2005년 8월 10일부터 12월 10일까지 전격 문고에서 연재된 라이트 노벨 시리즈의 삽화를 그린 토베 스나호의 작품이다.

## 줄거리

### 하계
시리즈의 처음 12개 에피소드는 아이자와 아유무가 시골의 작은 마을에 있는 수의사인 아버지를 방문하는 일상생활에 초점을 맞추고 있다. 아유무는 지금까지 자전거를 타고 계곡을 건너며 목적 없이 방문했지만, 미쿠라는 소녀와의 우연한 만남으로 그는 오랫동안 잃어버린 친구인 와쿤을 찾게 된다. 와쿤을 발견한 그는 그와 아유무가 어렸을 때 놀았던 이후로 그 소년이 늙지 않았다는 것을 알게 된다. 와쿤도 아유무가 어릴 때 입었던 비옷과 덧신과 아주 비슷한 옷을 입고 있다. 와쿤은 아유무를 그의 두 친구인 돗시루(도스)와 신신(센세)에게 소개한다. 이 물체는 기계적 형태와 노란색 빛의 구체 사이를 번갈아 가며 이동하는 신비한 비행 물체이다.
이 빛은 마을에 사는 대부분의 사람들에게는 보이지 않는 것처럼 보이지만 사람과 동물의 눈에는 반사되어 나타난다. 갓파 등의 신비한 사건에 대한 보도에 매료된 현지 기자 스카와라 아키라가 나타난다. 그녀는 동물, 특히 지역 소년 중 한 명이 카파와 싸우는 것을 본 고양이를 노란색 조명으로 따라가고 정보를 얻기 위해 꺼리는 아유무를 닦달한다. 어렸을 때 다나에서 보낸 여름을 기억하지 못하는 아유무는 미쿠와 타나 사람들의 도움을 받아 어렸을 때 무슨 일이 일어났는지, 그리고 그와 왓쿤, 돗시루, 신신 사이의 신비한 관계를 이해하려고 노력한다.

### 동계
1년 반 후, 우울한 고등학생 타니가와 키사는 일상적으로 수업을 빼먹는다. 어느 날 저녁, 도시를 정처없이 헤매던 그녀는 또 다른 신비한 기계 물체를 우연히 발견한다. 낡은 금속 조각으로 물고기를 만들려고 할 때 물고기의 윗지느러미가 남아 있지 않아 분짱(핑)이 물고기를 붙이는 데 도움을 준다. 한편, 스카와라는 1년 반 전 다나의 고양이 춤에 등장한 신비한 물체의 존재를 증명하려고 다시 나타나 그녀가 "물질 요정"이라고 부르는 분짱에 대해 듣게 된다. 키사와 아유무의 만남을 목격한 그녀는 분짱을 물질요정이 아니라 '물질악'이라고 부른다. 그 외모가 타나에서 발견한 물질요정들과 닮지 않았기 때문이다. 그러나 물질적인 요정과 물질적인 악은 서로 전쟁을 벌이는 것 같다. 돗시루, 싯신, 분짱 세 사람이 만나 돗시루와 신신은 분짱을 쫓기 시작하고 곧 그것을 파괴하고 키사는 분짱이 사라진 것에 매우 화가 났다. 잠시 후 키사의 물고기 금속 지느러미 연결부가 빛나기 시작한다. 어느 날 밤 물고기는 분짱의 스프라이트 형태로 변한다. 키사는 이름을 포짱으로 부르기로 한다.
물질적 악, 푸른 빛의 구체에 대한 사진이 행운을 가져다 준다는 소문과 함께 휴대폰 사용자들 사이에 퍼지면서 도시의 주민들은 상황을 점점 더 인식하게 되었다. 사람들에게 스스로 생각하고 신뢰하라고 촉구하는 벽화가 등장한다. 결국 물질적 악의 금속 구조를 닮은 거대한 나선이 하늘에 나타나고 경찰은 도시의 한 구역을 대피시킨다. 전자 장치의 고장과 같은 일부 동일한 현상이 타나에도 존재한다.